# Bentelerheide

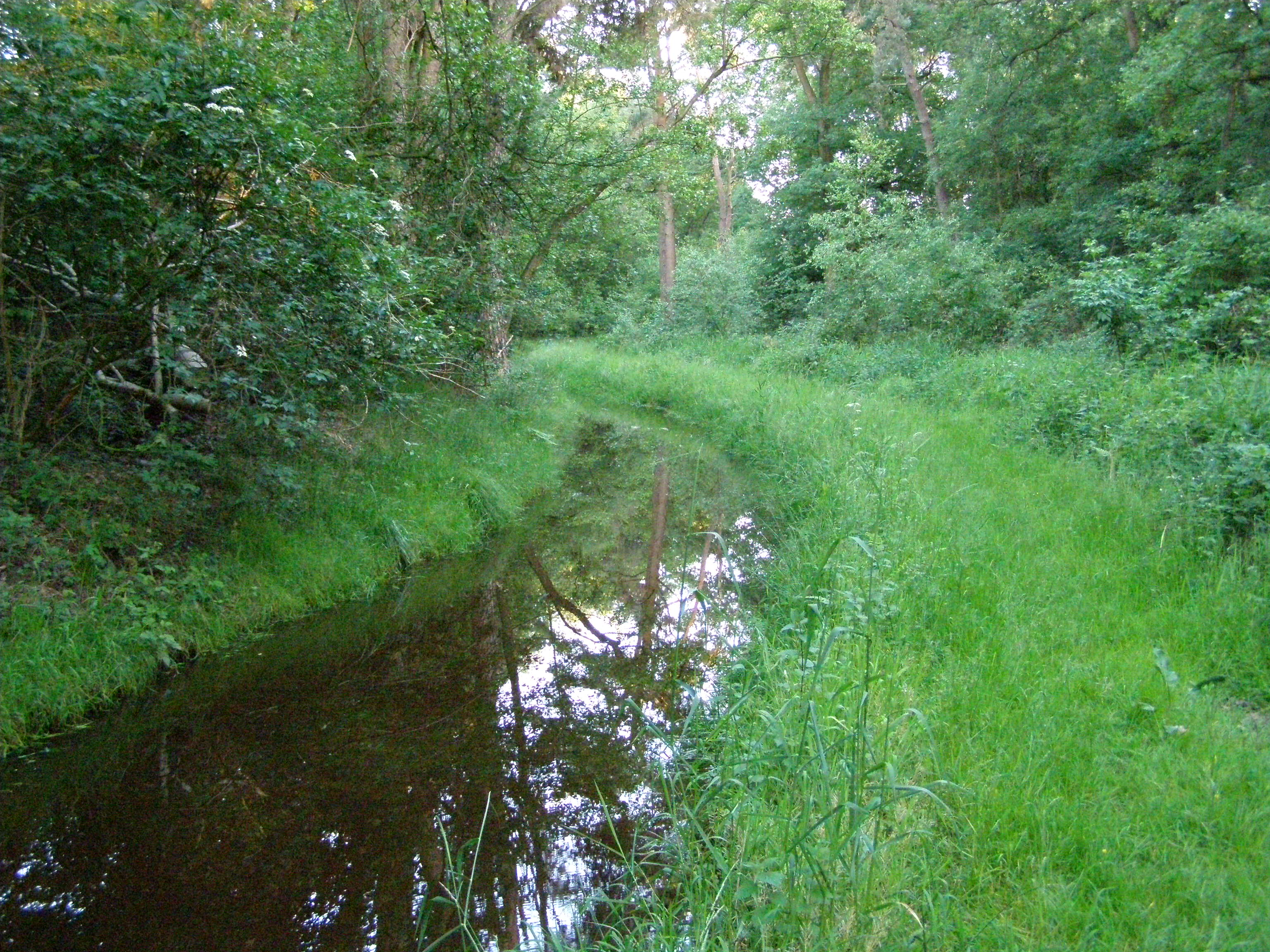
De Drekkersstrang in de omgeving van de Bentelerheide

De Bentelerheide, ook wel Bentelerhaar genoemd, is een nat heidegebied ten zuiden van Bentelo tussen de Grondhuttenweg en de Gorsveldweg. Het heeft een oppervlakte van ongeveer 30 ha. Het is eigendom van de Stichting Twickel.
Het gebied wordt doorsneden door de Drekkersstrang, een watergang die afwatert in noordnoordwestelijke richting en in de buurt van Bentelo uitmondt in de Hagmolenbeek. In de jaren 1990 is hierin een beweegbare stuw geplaatst.